# Bronce de aluminio

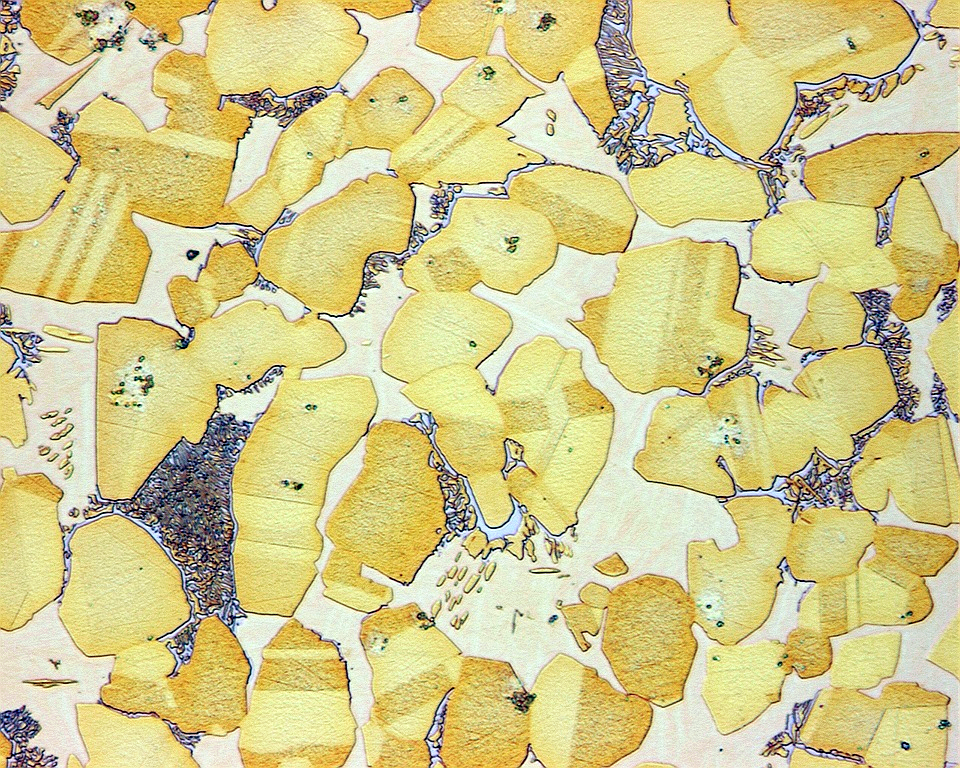
Bronce de aluminio con 20 % de Al, V=500:1.

El bronce de aluminio o cuproaluminio es un tipo de bronce en el cual el aluminio es el metal de aleación principal que se agrega al cobre. Una variedad de bronces de aluminio, de composiciones diferentes, ha encontrado uso industrial, extendiéndose la proporción de aluminio desde el 5 % hasta el 11 %, según el peso. Otros agentes de aleación tales como hierro, níquel, manganeso, y silicio también se agregan a veces a los bronces de aluminio.

## Características materiales
Los bronces de aluminio son más valorados debido a su resistencia más alta a la solicitación mecánica y a la corrosión con respecto a la de otros bronces. Estas aleaciones son resistentes al deslustre y muestran índices bajos de corrosión en condiciones atmosféricas, proporciones bajas de oxidación a temperaturas altas y reactividad baja con los compuestos de azufre y otros productos de combustión. Son también resistentes a la corrosión en agua de mar. La resistencia de los bronces de aluminio a la corrosión se basa en el componente de aluminio de las aleaciones, que reacciona con el oxígeno atmosférico para formar una capa superficial fina y resistente del alúmina (óxido de aluminio, Al2O3) que actúa como barrera a la corrosión de la aleación rica en cobre.
Otra característica notable de los bronces de aluminio es su efecto bioestático. El componente de cobre de la aleación previene la colonización de algas, líquenes, percebes y mejillones, y por tanto puede ser mejor que el acero inoxidable u otras aleaciones no cúpricas en usos donde sería indeseable tal colonización.
Los bronces de aluminio tienden a tener un color similar al del oro.

## Composiciones
La siguiente tabla lista las más comunes composiciones de aluminios bronce estándares, según ISO 428. Los porcentajes mostrados son la composición proporcional de la aleación en peso. El cobre es el resto en peso y no se lista:
| Aleación      | Aluminio     | Hierro      | Níquel    | Manganeso   | Zinc     | Arsénico |
| CuAl5         | 4,0% - 6,5%  | 0,5% max    | 0,8% max  | 0,5% max    | 0,5% max | 0,4% max |
| CuAl8         | 7,0% - 9,0%  | 0,5% max    | 0,8% max  | 0,5% max    | 0,5% max |          |
| CuAl8Fe3      | 6,5% - 8,5%  | 1,5% - 3,5% | 1,0% max  | 0,8% max    | 0,5% max |          |
| CuAl9Mn2      | 8,0% - 10,0% | 1,5% max    | 0,8% max  | 1,5% - 3,0% | 0,5% max |          |
| CuAl10Fe3     | 8,5% - 11%   | 2,0% - 4%   | 1,0% max  | 2,0% max    | 0,5% max |          |
| CuAl10Fe5Ni15 | 8,5% - 11,5% | 2,0% - 6%   | 4,0% - 6% | 2,0% max    | 0,5% max |          |

## Aplicaciones
Los bronces de aluminio son los de más uso general para materiales de ingeniería. Estos usos incluyen pistas de cojinete y componentes del tren de aterrizaje los aviones, elementos del motor (especialmente para las navíos de agua salada), fijaciones (tornillería) subacuáticas en arquitectura naval, y las hélices de la nave. La coloración dorada atractiva de los bronces de aluminio también ha conducido a su uso en joyería.
El bronce de aluminio se puede soldar autógenamente usando la técnica de la soldadura MIG con una base de bronce de aluminio y un gas puro de argón.
El bronce de aluminio se utiliza mucho en la fabricación de monedas: por ejemplo las de 1 y 2 Dólares de Nueva Zelanda, la moneda de 10 pesos de Chile, o también en las monedas de 25 y 50 centavos de Argentina, la moneda de 5 Rappen de Suiza, etc.